# وایبورگ شیپیارد
وایبورگ شیپیارد (انگلیسی: Vyborg Shipyard) شرکت کشتی‌سازی روس است، که در سال ۱۹۴۸ تأسیس شد.